# 경향여객
경향여객(京鄕旅客)은 인천광역시의 옛 시내버스 회사이다.

## 역사
경향여객은 1950~60년대에 인천·포천·파주 등 수도권 각지에서 시내버스를 운행하였으며, 수도권에서 강원도를 오가는 버스 노선과 강원도 동해안권을 오가는 버스 또한 운행하였다. 이후 인천 외 타 지역에서 철수한 후 인천 시내버스만을 운행하였다. 2001년에서 2003년까지, 보유하고 있던 인천시내 노선들을 다른 업체들에게 매각한 이후 노선과 차량이 없이 법인만 존속하였다. 2003년경 송도버스를 인수해 운영하다 2006년경 선진그룹 버스사업부문에 매각하고 2013년 최종 청산되었다.

## 운행 노선
2001년부터 경향여객이 운행했던 노선은 다음과 같다.
- 6번 : 동춘동 - 동춘동 (순환 노선) (2003년 1월 시계방향(현재 6-1) 노선을 스위트버스에, 2004년 1월 시계반대방향 노선은 인천버스에 매각)
- 15번 : 장수동 수현부락 - 월미도 (2003년 12월 신설 회사인 시영운수에 매각)
- 34번 : 동춘동 - 삼산동 (2002년 1월 신화여객에 매각)
- 35번 : 동춘동 - 효성동 (2001년 12월 도영운수에 매각)